# Crothaema conspicua
Crothaema conspicua är en fjärilsart som beskrevs av Antonius Johannes Theodorus Janse 1964. Crothaema conspicua ingår i släktet Crothaema och familjen snigelspinnare. Inga underarter finns listade i Catalogue of Life.